# Sentiment oceànic
Sentiment oceànic és un terme psicològic encunyat per Romain Rolland i popularitzat per Sigmund Freud en els seus llibres L'avenir d'una il·lusió i El malestar en la cultura per criticar la sensació psicològica de la religió, la sensació "oceànica" d'infinitud. Segons la definició de Rolland, aquest sentiment és la font de tota energia religiosa que impregna en els diversos sistemes religiosos. Es tracta d'una sensació d'un vincle indissoluble, com d'estar connectat amb el món exterior en la seva forma integral. Aquest sentiment és un fet totalment subjectiu i no és un article de fe.
El punt de vista de Rolland és que una persona es pot considerar religios tan sols amb la base d'aquest sentiment oceànic, independentment de si la persona renuncia a tota creença o il·lusió D'altra banda, Freud no pot simpatitzar amb aquest sentiment, ja que admet que no pot trobar-lo en si mateix. No és fàcil, diu, analitzar les emocions científicament. Per a Freud, aquest sentiment és un fragment de la consciència infantil quan el nen comença a diferenciar del seu entorn humà i no humà. Segons la seva opinió, no hi ha una necessitat prou fort perquè sigui la font de tota energia religiosa. Freud no nega que aquest sentiment pot ocórrer en persones i ofereix una explicació psicoanalítica.

## Explicació psicoanalítica
Freud sosté que el "sentiment oceànic", si és que existeix, és el "primitiu sentiment d'ego" que resta conservat des de la infància. La primitiva sensació d'ego precedeix a la creació de l'ego i no existeix fins que la mare deixi d'alletar. Abans d'això, el nen és alletat regularment en resposta al seu plor i no té idea que la mama no li pertany a ell.
Per tant, el nen no té el concepte d'un "jo" o, més aviat, considera el tot és part de si mateix. Freud sosté que aquells que experimenten un sentiment oceànic en l'edat adulta estan experimentant un primitiva sensació d'ego. L'ego, per contra, comença a existir quan la mare deixa d'alletar l'infant, i implica el reconeixement per part del nen que és un ésser separat del pit de la mare, i per tant, que hi ha altres persones. Freud sosté que no necessàriament estaria en contradicció amb la teoria psicoanalítica d'aquest sentiment primari de l'ego a coexistir juntament amb l'ego d'algunes persones.

## Història
El concepte va ser encunyat en una carta de 5 de desembre 1927 de Rolland a Freud com a part de la seva correspondècia, on Rolland escriu:
| « | Mais j'aurais aimé à vous voir faire l'analyse du sentiment religieux spontané ou, plus exactement, de la sensation religieuse qui est (...) le fait simple et direct de la sensation de l'éternel (qui peut très bien n'être pas éternel, mais simplement sans bornes perceptibles, et comme océanique) | » |
| — | |   |

Freud acaba L'avenir d'una il·lusió amb una discussió sobre el concepte, i recull la discussió com el començament El malestar en la cultura, responent a la sol·licitud de Rolland. En El malestar en la cultura' Freud atribueix el concepte a un amic anònim, referint-se a Rolland.
Rolland es va originar el concepte basat en els seus estudis del misticisme oriental.